# The Mechanical Cow
The Mechanical Cow är en amerikansk animerad kortfilm från 1927 med Kalle Kanin i huvudrollen.

## Handling
Kalle Kanin har uppfunnit en mekanisk ko, som han säljer mjölk med på en bondgård. När ett gäng skurkar rövar bort hans flickvän är det upp till honom och kon att rädda henne.

## Om filmen
Den 4 januari 1932 släpptes filmen i en ljudlagd version.
Filmen finns utgiven på DVD.